# 超時空シリーズ
| 通番  | 題名                   | 放映期間               |
| ----- | ---------------------- | ---------------------- |
| 第1作 | 超時空要塞マクロス     | 1982年10月 〜1983年6月 |
| 第2作 | 超時空世紀オーガス     | 1983年7月 〜1984年4月  |
| 第3作 | 超時空騎団サザンクロス | 1984年4月 〜1984年9月  |

「超時空シリーズ」（ちょうじくうシリーズ）は、1982年10月から1984年9月まで、広告代理店ビックウエストが中心となって製作し、毎日放送（MBS）を製作局としてTBS系列で放映されたテレビアニメシリーズの総称である。

## 概要
日曜13時30分からの1時間枠「サンデーアニメプレゼント」の後半番組としてスタートした。3作品のタイトル内に、「超時空」の冠が付いていることからこう呼ばれているが、物語や作品世界はそれぞれ独立しており、極一部の例外を除いて相互の関連性はほとんどない。制作体制も各作品ごとに異なり、共通するのは「毎日放送とビックウエストが手がけたSF戦争アニメ」、「毎週日曜日午後2時からの30分枠で放送された」、「変形ロボット兵器が主役メカニック」、「各話サブタイトルのほとんどが英語題の片仮名表記」という点である。主役メカがガウォークと呼ばれる中間形態をもつことから、「ガウォークシリーズ」という俗称もある。
『マクロス』はスタジオぬえ（協力アートランド）のオリジナル企画を毎日放送とビックウエストが採用し、タツノコプロ（アニメフレンド）が制作した。好評を博したことから、制作会社を東京ムービー新社に変更して後番組『オーガス』が放送された。この2作品はメインスタッフの多くが続けて参加しており、イメージ的にシリーズとして語られる事も少なくない。
『オーガス』は、前作から一転、異世界風メカをメインに据えたものの、そのリアル路線からかけ離れたデザインは玩具購買層には受け入れられず、人気は得られなかった。その後、『超時空要塞マクロス 愛・おぼえていますか』制作のためスタジオぬえ（アートランド）が撤退した。
なお、『マクロス』、『オーガス』にはそれぞれ続編が存在するが、それらは「マクロスシリーズ」「オーガスシリーズ」（後者はシリーズとは言っても2作品のみ）と呼称するべきで、「超時空シリーズ」には含まない。
3作目の『超時空騎団サザンクロス』はスタッフ総入れ替えで再びタツノコプロ（アニメフレンド）が制作したが、人気はさらに低迷。第2クール途中で打ち切られ、「超時空シリーズ」も2年で途絶えることになった。

## 『メガゾーン23』との関連
オリジナル・ビデオ・アニメーション (OVA) 『メガゾーン23』の第1作（以下、『PART I』）は、企画時（仮称）タイトルは「オメガシティ23」、その後「バニティ・シティ」という題名の二・四半期（2クール）のテレビシリーズとして企画されていた。同作品（『PART I』）の総監督、石黒昇はこの作品を当初、第4作目の「超時空シリーズ」として提案したという。その後スポンサー難からこの企画はテレビシリーズとしては立ち消えになり、改めてOVAとして企画発売媒体の変更がなされた際「オメガゾーン23」のタイトルに変更されたが、「オメガ」（Ω）が商標権の関係でスイスの高級腕時計メーカー、オメガと名称が意匠権的に衝突することで改称し、同作品は『メガゾーン23』として発売された。

## ネットしていた局
※系列は現在の系列。
| 放送地域              | 放送局                | 放送系列       | 備考 |
| --------------------- | --------------------- | -------------- | --- |
| 近畿広域圏            | 毎日放送（MBS）       | TBS系列        | 製作局 |
| 北海道                | 北海道放送（HBC）     | TBS系列        | |
| 青森県                | 青森テレビ（ATV）     | TBS系列        | |
| 岩手県                | 岩手放送（IBC）       | TBS系列        | |
| 宮城県                | 東北放送（TBC）       | TBS系列        | |
| 秋田県                | 秋田放送（ABS）       | 日本テレビ系列 | 『マクロス』のみ放送                                                                                      |
| 山形県                | 山形テレビ（YTS）     | テレビ朝日系列 | 『マクロス』と『サザンクロス』を放送                                                                      |
| 福島県                | 福島テレビ（FTV）     | フジテレビ系列 | 『マクロス』全話及び『オーガス』第12話まで 1983年3月まではTBS系列とのクロスネット局                       |
| 福島県                | テレビユー福島（TUF） | TBS系列        | 『オーガス』の第19話より                                                                                  |
| 関東広域圏            | 東京放送（TBS）       | TBS系列        | |
| 新潟県                | 新潟放送（BSN）       | TBS系列        | |
| 長野県                | 信越放送（SBC）       | TBS系列        | |
| 山梨県                | テレビ山梨（UTY）     | TBS系列        | |
| 富山県                | 富山テレビ（BBT）     | フジテレビ系列 | 『マクロス』のみ放送                                                                                      |
| 石川県                | 北陸放送（MRO）       | TBS系列        | |
| 福井県                | 福井テレビ（FTB）     | フジテレビ系列 | 『マクロス』と『オーガス』を放送                                                                          |
| 静岡県                | 静岡放送（SBS）       | TBS系列        | |
| 中京広域圏            | 中部日本放送（CBC）   | TBS系列        | |
| 島根県 鳥取県         | 山陰放送（BSS）       | TBS系列        | |
| 岡山県 →岡山県 香川県 | 山陽放送（RSK）       | TBS系列        | 『マクロス』第23話までの放送エリアは岡山県のみ 電波相互乗り入れに伴い『マクロス』第24話から香川県でも放送 |
| 広島県                | 中国放送（RCC）       | TBS系列        | |
| 山口県                | テレビ山口（tys）     | TBS系列        | |
| 愛媛県                | テレビ愛媛（EBC）     | フジテレビ系列 | 『マクロス』のみ放送                                                                                      |
| 高知県                | テレビ高知（KUTV）    | TBS系列        | |
| 福岡県                | RKB毎日放送（RKB）    | TBS系列        | |
| 長崎県                | 長崎放送（NBC）       | TBS系列        | |
| 熊本県                | 熊本放送（RKK）       | TBS系列        | |
| 大分県                | 大分放送（OBS）       | TBS系列        | |
| 宮崎県                | 宮崎放送（MRT）       | TBS系列        | |
| 鹿児島県              | 南日本放送（MBC）     | TBS系列        | |
| 沖縄県                | 琉球放送（RBC）       | TBS系列        | |

## スポンサー
1980年代初め、バンダイが開拓した『機動戦士ガンダム』関連のキャラクター商品人気（ガンプラブーム）を後追いして、他の玩具・模型メーカーもロボットアニメの商品化に乗り出していた。このため、『マクロス』、『オーガス』の2作品は玩具のタカトクトイス、模型の今井科学（イマイ）・有井製作所（アリイ）が相乗りでスポンサーになる珍しい形態をとり、放送開始前から商品を発売するなど積極的な展開が行われた。
『マクロス』は可変戦闘機バルキリーの斬新なデザインが受け、玩具・模型とも好調なセールスを記録した。日曜午後2時の放送枠で視聴率は思わしくなかったが、シリーズが続いた背景には、『マクロス』から生まれた変形ロボットブームに期待するスポンサーの後押しがあった。その後、『サザンクロス』では玩具スポンサーがバンダイに交代（ただし何も発売していない）。模型ではイマイ、アリイの陣営にエルエスも参入し、『超攻速ガルビオン』などの他作品でも共同でラインナップを展開した。
しかし、バルキリーほどのヒットは再現できず、展開を拡げすぎた各社は業績の悪化を招いた。タカトクトイスは同時期に放送された『イタダキマン』が低視聴率で打ち切られたところに『オーガス』の不振が追い討ちをかけた格好で1984年5月に倒産。今井科学も1985年に経営危機から『マクロス』関連の金型をバンダイに譲り、2002年に会社解散に至った。
「超時空シリーズ」はスポンサーの意気込みによって継続されたが、皮肉にもスポンサー各社の命運を左右することになった。

### 小学館とマクロスのプラモデル
当時、キャラクタープラモデル業界は『ガンダム』をはじめとするサンライズ作品を手がけるバンダイの単独市場といってもいい状況だった。その出版方面のメディアは講談社とタッグを組んで『コミックボンボン』などでガンプラの特集記事をほぼ独占していた（ただし、小学館の『てれびくん』でも1982年にはガンプラの特集を組んでいた）。
ライバル誌である小学館の『コロコロコミック』はポスト『ガンダム』と目された『マクロス』に目をつけ、「『ボンボン』 - 『ガンダム』」と同じように「『コロコロ』 - 『マクロス』」というスタイルを構築し、『マクロス』に登場するメカのプラモデルを題材にした漫画（たかや健二『プラコン大作』、西東栄一『プラモ天才エスパー太郎』など）を次々と開始したのを始め、学習雑誌やムック本などでも『マクロス』のプラモデルの大攻勢をしかけた。
しかし、やはり『マクロス』のプラモデルそのものにガンプラほどの牽引力がなかったため、いつしか小学館でのプラモの扱いは小さくなっていき、『オーガス』のころにはプラモデルの記事は殆どなくなっていた。

## 海外への輸出
『超時空要塞マクロス』（ 初代テレビシリーズ全36話のみ。『超時空要塞マクロス 愛・おぼえていますか』はもちろん、のちの「マクロスシリーズ」をも除く ）と『超時空騎団サザンクロス』は、同じく竜の子プロダクションが制作した『機甲創世記モスピーダ』とあわせてアメリカ合衆国のハーモニーゴールド USA社へライセンス販売された。3作まとめてRobotech（『ロボテック』）という作品名でテレビ放送され、海外で日本製アニメが注目される契機となる人気作品となった。
また、ほぼ同時期にアメリカ合衆国にて変形ロボットものとしてシリーズ展開されていた「トランスフォーマー」にも、タカトクトイスのバルキリーの金型を流用した玩具が存在する。VF-1Sスーパーバルキリーを紅白を基調としたカラーリングに変更した「ジェットファイアー / Jetfire」という製品で、発売当初タカラに版権がなかったため、のちに「トランスフォーマー」が日本に導入された際も未発売に終わった。またアメリカでの最初期の玩具CMのアニメパートではバルキリーそのもののデザインで描かれたものも存在するが、テレビシリーズ『戦え!超ロボット生命体トランスフォーマー』とマーベルコミック版では大幅にキャラクターデザインが変更されている。テレビでは第1シーズンのみの出演に留まり、日本放映時も当初は登場エピソードをすべてカットする予定だったが、その後の放映期間延長などの方針変更により最終回間近に集中的に放映されるに至った。なおテレビでは日米ともに名称を「スカイファイアー / Skyfire」に変更している。